# 해 (성씨)
해(解, 海)씨는 중국과 한국의 성씨이다.

## 풀 해 解
해(解)씨는 2015년 대한민국 통계청 인구조사에서 9명으로 조사되었다.
북부여의 해모수(解慕漱)를 시조로 한다.
고구려 왕실의 성(姓). 본성은 해씨인데 주몽이 졸본(卒本)으로 내려와 고구려를 세우고 자기가 천제(天帝)의 아들로 햇빛을 받아 낳았다 하여 스스로 고씨(高氏)로 하였다.
해씨(解氏)는 백제의 대성팔족(大姓八族)으로 《수서(隨書)》와 《신당서(新唐書)》 등에 기록되어 있다.

## 바다 해 海
해(海)씨는 1930년 국세조사에서 전라남도 영암군에 5가구, 전라남도 목포에 2가구, 전라남도 나주에 1가구 등 8가구가 등장하였다. 영암에 살던 5가구는 본관이 김해였으며, 목포에 살던 해종한(海宗漢)은 그의 조상이 명(明) 태조 때 중국으로부터 귀화해 왔다고 하였다.
해(海)씨는 대한민국 통계청 인구조사에서 1960년에 93명, 1985년에 270명, 2000년에 322명, 2015년에 146명으로 조사되었다.
김해 해씨(金海 海氏) 시조는 해서필(海瑞必)이며 전라남도 영암군 미암면 채지리에 시조의 묘가 있다.
한편, 세종실록지리지에 전라도 영암군의 토성으로 혜(嵇)씨가 기록되어 있는데, 현재 혜씨가 집계되지 않고 있어 해씨 등으로 변성되었을 가능성도 있다.